# Linda Darnell
Linda Darnell (Dallas, Texas, 1923. október 16. – Glenview, Illinois, 1965. április 10.) amerikai színésznő.
A '40-es és '50-es évek egyik legellentmondásosabb hollywoodi színésznője. Ígéretes induló pályafutását beárnyékolták nagy nyilvánosságot kapott magánéleti botrányai, sikertelen házasságai és alkoholizmusa. Az '50-es évek végére gyakorlatilag eltűnt a filmvászonról. Egy házban kiütött tűzben vesztette életét mindössze 41 évesen.
A filmiparban betöltött helyének köszönhetően csillagja megtalálható a Hollywood Walk of Fame-en.

## Fiatalkor
1923. október 16-án született Dallasban Calvin Roy Darnell postai tisztviselő és Pearl Brown négy gyermeke egyikeként. Szülei házassága nem volt boldog, félénk és tartózkodó lányként nőtt fel. Édesanyja, aki úgy hitte, hogy a családból egyedül Lindából lehet színésznő, már ifjú korától kezdve erre nevelte, többi gyermekének nevelését elhanyagolta.
A testvérei szerint Darnell élvezte, hogy középpontban lehet. Ő maga egyszer így emlékezett vissza: „Anyám tényleg nagyon hajtott előre, egyik versenyről a másikra vitt. Nem voltam nagy tehetség és filmsztár sem akartam lenni kimondottan. De anyám mindig is az szeretett volna lenni, és azt hiszem ezt elérte rajtam keresztül.”
Darnell 11 éves korában elkezdett modellkedni, 13 évesen már színpadon is fellépett. 1936-ban a dallasi Little Theatreben szerepelt. A következő év novemberében egy tehetségkutató érkezett a városba a 20th Century Foxtól, hogy új arcokat keressen. Édesanyja ösztökélésére Linda találkozott vele. Néhány hónap múlva Hollywoodba hívták próbafelvételre. 1938. februárjában érkezett Kaliforniába, de fiatal kora miatt a stúdiók eleinte visszautasították.

## Kezdeti karrier
Bár eredetileg színpadi színésznő akart lenne, szerepelt a „Gateaway to Hollywood” című tehetségkutató műsorban, aminek eredményeképpen szerződést kapott az RKO Picturestől. Abban viszont nem volt benni semmi konkrétum, ezért rövidesen visszaköltözött Dallasba. Amikor a 20th Fox Century ajánlott neki egy szerepet, el akarta fogadni, de az RKO nem engedte el. Azonban 15 éves korában szerződést írta alá a 20th Fox Centuryval, és beköltözött egy kis hollywoodi lakásba teljesen egyedül 1939. április 5-én. Első szerepét a Hotel for Women-ben kapta, az újságok rögtön Hollywood legújabb sztárjának kiáltották ki.
Habár valójában csak 15 éves volt, a stúdió 19 évesként tartotta számon. Az újságíró Louella Parsons szerint Darnell „annyira fiatal, éretlen és naiv volt”, de egyben nagyon hűséges főnökéhez, Darryl F. Zanuckhoz. Az igazi korára csak 1939 végén derült fény, és ezzel egyike lett azon néhány színésznőnek, akik 16 éves kor alatt is kaptak főszerepeket. Még a Hotel for Women forgatása alatt elismerte, hogy a filmkészítés más, mint amire számított: „Kezdem megtanulni milyen kemény munka is ez. Régen otthon Dallasban a pázsiton heverészve álmodoztam, hogy milyen szép és könnyű lehet filmsztárnak lenni Hollywoodban, de az utóbbi két hónap egészen másra tanított.”

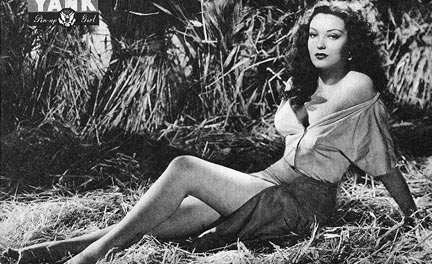
pin-up lányként a Yank magazin címoldalán 1944-ben

Már a karrierje kezdete óta nagyon pozitív benyomást keltett benne Tyrone Power. 1940-ben alig várta, hogy a Johnny Apollo című krimiben az oldalán játszhasson, de a szerepet végül Dorothy Lamour kapta meg. Később azzal vigasztalta magát, hogy a női szerep úgysem volt elég hangsúlyos. Mindazonáltal a Day-Time Wife című romantikus komédiában már Power partnere volt. A produkció kevésbé kapott jó kritikákat, de Darnell alakításával elégedettek voltak. A következő filmje az 1940-ben bemutatott Star Dust volt, aminek sikerével kivívta magának a „Hollywood legszebb és legizgalmasabb csillagja” nevet. A szerződését is módosították, ami lehetővé tette, hogy heti 200 dollárt keressen.

## Sztárság
Több kisebb költségvetésű produkció után még 1940-ben elkezdte forgatni első nagy-költségvetésű filmjét, a Brigham Youngot. A történet a mormon Joseph Smithről szólt, partnere pedig ismét Tyrone Power volt. Brigham York sikere elhoza a sztárságot Darnell számára.
1940. nyarán a Kard és szerelemben – szintén Power oldalán – egy Zorro adaptációban (Zorro jele) játszott. A szerepet Anne Baxter elől halászta el. A film kasszasiker lett, és Darnell sztár státuszát is megerősítette egyben. 1940. végén a stúdió nehezen talált megfelelő szerepet számára. Őt választották főszerepre a Song of the Islands című Hawaiion játszódó musicalre, de a Fox végül Betty Grable mellett döntött. A Swamp Water főszerepét pedig Anne Baxter kapta meg helyette. Darnell csalódott volt és úgy érezte, hogy visszautasították. Hónapok teltek el munka nélkül, amikor 1941. augusztusában a Rise and Shine című musicalben kapott egy mellékszerepet. A film visszaesést jelentett karrierjében, ezért a későbbiekben vissza is utasított több felkérést, helyette részt vett a háborús erőfeszítésekben: a Vöröskeresztnek dolgozott és háborús kötvényeket árult.

## Szakmai kudarcok
1942. elején a The Loves of Edgar Allan Poe című produkcióban kapott lehetőséget, ami szintén egy olyan film volt, ami nem lendítette előre a karrierjét. Közben rájött, hogy Darryl F. Zanuck elvesztette érdeklődését iránta, és nem vették figyelembe a legtöbb olyan szerepnél, ami megfelelő lett volna neki. Ehelyett olyan szerepeket kapott, amiket kifejezetten utált, mint az Orchestra Wivesban, ahol tizenkét nappal a forgatás megkezdése után lecserélték Ann Rutherfordra. A sajtó is azt írta, hogy "Linda Darnell és a 20th Fox Century jelenleg nincs a legjobb kapcsolatban egymással". Büntetésképpen kölcsönadták egy másik stúdiónak, ahol a City Without Men című B kategóriás moziban mellékszerepelt. A szintén a filmben szereplő Rosemary DeCamp szerint ennek ellenére "nagyon udvarias" volt, és elégedett, hogy olyan stúdióval dolgozik, amely nem kezeli gyermekként.
1943. végén elege lett a kritikusokból, hogy azok állandóan csak a szépségét dicsérik, de a szakmai képességeit figyelmem kívül hagyják. A Sweet and Low-Down kapcsán – melyben Lynn Bari volt a partnere – a Los Angeles Examiner egyik újságírója szerint: "Lynn jön ki a legjobban az egészből, mert több az esélye a ragyogásra. Linda csak egyszerűen nem elég jó, de gyönyörűen néz ki, ahogy csinálja". Darnellt másodhegedűsre fokozták, igaz a dolgok változtak, amikor a Look magazin 1944-es kiadásában megválasztotta Hollywood négy legszebb színésznője egyikének Ingrid Bergman, Hedy Lamarr és Gene Tierney mellett. Ezután a Fox kölcsönadta egy főszerepre a Summer Storm című drámához, melyben egy csábító parasztlányt formált meg, aki három férfit tesz tönkre, mielőtt meggyilkolják. Ez egy olyan szerep volt, amihez hasonlót előtte még soha nem játszott.
1946-ban két nagyköltségvetésű produkcióban is lehetőséget kapott: az Anna és a sziámi király és Otto Preminger Centennial Summer című musicalje. Szintén '46-ban forgatta a Henry Ford nevével fémjelzett westernt, a Clementina, kedvesemet, amelyben Zanuck nyomására kapott egy nem túl jelentős szerepet, ami rendező John Ford nem tetszését váltotta ki, mert nem találta alkalmasnak a feladatra.

## Újabb sikerek
Darnell kapta meg a várva várt Forever Amber című film főszerepét, amely egy nagy sikerű történelmi regényen alapult. A főhős Amber (Borostyán) a haja színe miatt kapta keresztnevét, ezért ez az egyetlen olyan film melyben Darnell – a megszokott hollófekete hajszín helyett, mely kissé latinos külsőt kölcsönzött neki – vörös hajjal látható. Ez volt a Fox legdrágább filmje akkoriban, és a regény Forvever Ambert az Elfújta a szélhez hasonlították. Darnell a brit Peggy Cumminsot váltotta. Érkezésig már a produkció felemésztett egymillió dollárt, ezért mindenképpen sikert vártak. Igazán meglepődött amikor megtudta, hogy ő kapja a szerepet, mert már intenzíven készülődött a Captain from Castile forgatására. Bár azt a munkát fel kellett adnia és ismét együtt dolgozni a „szörnyű” Otto Premingerrel, kimondottan örült, hogy ő játszhatja a címszerepet. „Hollywood legszerencsésebb lányának” hitte magát.

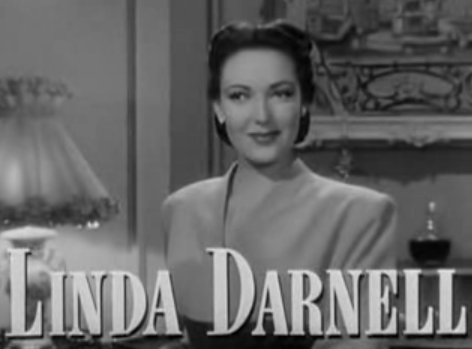
az Egy levél három asszonynak (1949) című filmben

Amber karaktere a szépségét vetette be a férfiaknál, hogy vagyont szerezzen a 17. század Angliájában. Ez sokat követelt Darnelltől. Ismét diétára fogták, és egy beszédtanár is foglalkozott vele, hogy elsajátítsa az angol akcentust. Ezenkívül órákat töltött el a különböző jelmezcserékkel. Mindezek ellenére biztos volt benne, hogy a Forever Amberrel ismét a csúcson lehet: „Az első hét hollywoodi évem elkeserítő küzdelmek sorozata volt. Egy kicsit úgy nézett ki, mint egy Darnell vs. Hollywood összecsapás, melyben Darnell másodikként került ki. A következő hét év nem így fog kinézni.”
Darnell hosszú órákat dolgozott a forgatás alatt, idősebb nővére szerint kezdte megutálni a rendező Premingert, ami szintén nem könnyítette meg a helyzetét. A fokozott diéta kimerültséget és komoly betegséget okozott 1946. novemberében. Az utolsó felvételeket 1947. márciusában készítették vele, addigra kétszer is összeesett a forgatáson. Végül a Forever Amber anyagi értelemben sikeres lett, de a legtöbb kritikusnak nem nyerte el a tetszését. Darnell is csalódott a film fogadtatásában, hiszen nem kapta meg a várva várt elismerést.
1948-ban Rex Harrison oldalán volt látható az Unfaithfully Yours című komédiában, majd a következő évben Joseph L. Mankiewicz drámájában, az Egy levél három asszonynak-ban szerepelt. Később a kritikusok szerint Darnell ebben a filmben nyújtotta élete alakítását. A sikerének köszönhetően elérte, hogy ezentúl maga válassza meg a szerepeit. Mankiewicz kis híján neki adta a Pinky címszerepét is, de attól tartott, hogy a közönség az új karakterét a korábbi Amberhez fogja mérni, ezért a szerep Jeanne Crainnél landolt.
Darnell Oscar-jelölésére az Egy levél három asszonynak-ban nyújtott alakításáért szinte mindenki számított, amikor ez mégse történt meg, a karrierje hanyatlani kezdett.

## Késői karrier
1950-ben ismét Mankiewiczcel dolgozott a Nincs kiútban, partnerei Richard Widmark és Sidney Poitier voltak. Későbbi pályafutását nagyban akadályozta alkoholizmusa és súlygyarapodása. Következő filmje a Two Flags West című western volt. Darnell allergiás volt a lovakra, ezért utált westernekben játszani, panaszkodott a jellegtelen szerepére, és nem jött ki partnereivel, Josph Cottennel és Cornel Wilde-dal sem.
1951. március 21-én új szerződést írt alá a 20th Century Foxszal, melynek értelmében szabadúszó lett. Első filmje a Fox berkein kívül az Universal Pictures produkciójában gyártott The Lady Plays Off lett miután Douglas Sirk őt kérte fel a főszerepre, majd a következő filmjét, a Saturday Islandet Jamaicán forgatta, ahol hosszú hetekre lebetegedett és karanténba került.
1952. szeptemberében a Fox szerződést bontott vele, valószínűleg azért mert akkoriban a televízió térhódítása a hollywoodi stúdiókat arra kényszerítette, hogy elbocsássanak egyes színészeket a költségkímélés érdekében. Ez először izgalomba hozta Darnellt, mert így szabad utat nyert, hogy karriert csináljon Európában. Azonban hamarosan rájött a szerződés nyújtotta előny és védelem hiányára, és megsértődött a volt stúdiójára és Zanuckra.
„Tegyük fel, hogy keresel 4000-5000 dollárt egy évben. Hirtelen kirugnak és senki sem alkalmazna azokkal a feltételekkel, hogy megkapd a korábbi fizetésed. Azt hittem, hogy más stúdióktól fogok kapni ajánlatokat, de nem túl sok jött. Az egyetlen dolog amit tudtam, hogy milyen volt filmsztárnak lenni. Senki sem hisz az örökkévalóságban ebben a szakmában. Tisztában vagy vele, hogy előbb vagy utóbb a stúdió el fog engedni. De ki akar visszavonulni 29 évesen?”
1952. augusztusában érkezett Olaszországba, majd a következő év februárjában kezdte el forgatni az Angels of Darknesst, ami olyan katasztrofális lett, hogy Amerikában be sem mutatták. Amikor visszatért New Yorkba félreértésből azt hitte, hogy megkaphatja Mankiewicz A mezítlábas grófnő című film főszerepét, mely ismét a drámai magasságokba repítheti. Szakmai lapokból értesült, hogy Ava Gardneré lett a szerep.
Karrierjét egy kicsit szüneteltette, majd 1955. augusztusában visszatért a 20th Century Foxhoz. Ekkor már a stúdió megjelent a televíziózás területén, és Darnell is kíváncsi volt, hogy mutat a képernyőn. A folyamatos televíziós munka mellett visszatért a színpadra is. Utolsó fellépése színésznőként egy 1965-ös atlantai színpadi produkcióban volt.

## Magánélete
19 évesen 1942-ben hozzáment a 41 éves operatőr, J. Peverell Marleyhoz. A rokonai, legtöbb barátja és a 20th Century Fox is helytelenítette a házasságot, szerintük Darnell Marleyban egy apafigurát látott. Marley nagy ivó volt, ő szoktatta rá a fiatal Darnellt az italozásra, ami később alkoholizmust és súlyproblémákat eredményezett nála. Ismerősei szerint Darnell drámai változásokon ment át, megkeményedett és gyakran indulatossá vált. 1946-ban a Centennial Summer forgatása alatt ismerkedett meg a producer Howard Hugheszal, akibe beleszeretett, és rövidesen a Clementina, kedvesem befejezése után elköltözött a férjétől. Mikor Hughes kijelentette, hogy nem szeretné feleségül venni, visszatért a férjéhez és visszavonta a házasság felbontására irányuló eljárást.
Darnellnek és Marleynak nem lehetett gyermeke, ezért 1948-ban örökbe fogadtak egy lányt (Charlotte Mildred), aki egyben a színésznő egyetlen gyermeke volt. Szintén '48-ban romantikus kapcsolatba került Joseph L. Mankiewiczcel. Darnell azt tervezte, hogy elválik férjétől, de Mankiewicz nem akarta elhagyni feleségét érte, ezért ismét visszatért Marleyhoz. Darnell a rendezőt élete nagy szerelmének nevezte, de Mankiewicz soha nem ismerte el a kapcsolatot, életrajzában csak "egy csodálatos lány ijesztő személyes problémákkal" írja le Darnellt. Mankiewiczcel folytatott románca komolyan befolyásolta magánéletét. Mikor 1949. végén otthagyta a Mindent Éváról forgatási helyszínét, depresszióba zuhant és kis híján öngyilkosságot követett el. Bár továbbra is kapcsolatban maradt a rendezővel és alkalmanként találkoztak, egészen 1954-ig, A mezítlábas grófnő forgatásának megkezdéséig.
1950-ben Darnell és Marley elköltözött egymástól, és válni készültek. Marley egy békés megoldást ajánlott – Mankiewiczet se említette meg -, de ellenben 125 ezer dollárra tartott igényt. Darnell elfogadta, és majdnem elvesztette az összes pénzét. 1951-ben váltak el, a bíróság Charlotte leányukat Darnellnek ítélte, emellett Marleyt 75 dolláros havi gyerektartás fizetésére kötelezte.
1954 februárjában titkos házasság keretében hozzáment a gazdag sörgyáros Philip Liebmannhoz. Hamar nyilvánvalóvá vált, hogy csak érdekházasságról van szó, mert Darnell nem táplált gyengéd érzelmeket új férje iránt. Igaz papíron a felesége volt és élvezte anyagi támogatását. Hamarosan kezdett elégedetlennek lenni a szerelem nélküli házasságában, és úgy érezte, hogy férje csak olcsóvá teszi avval, hogy pazar ajándékokkal halmozza el. Liebmann megpróbálta megmenteni a házasságot, és örökbefogadott egy Alfreda nevű lányt. A házasság viszont rövidesen véget ért összeférhetetlenség miatt, a lány Liebmannál maradt.
1957 és 1963 között a pilóta Merle Roy Robertson felesége volt. A válásuk alatt a tárgyalóteremben azzal vádolta Robertsont, hogy a férfinek egy lengyel színésznőtől gyermeke született.

## Halála
1965. április 10-én, 41 éves korában hunyt el: az Illinois állambeli Glenviewben egy házban kitört tűzben vesztette életét, ahol a barátaival készült egy Chicago környékbeli színpadi szerepre. Aznap este az 1940-ben bemutatott Star Dust című filmjét adta a televízió, és többen is úgy számoltak be, hogy Darnell elaludt a TV előtt cigarettával a kezében. Néhány szenzációhajhász tudósítás szerint részeg volt és mély kétségbeesésbe süllyedt a karrierje miatt. Viszont az életrajzírója Ronald L. Davis szerint ezekre vagy bármely másra, hogy Darnell lett volna felelős a lángokért nincs bizonyíték. A színésznő testének 90 százaléka megégett, mert ahelyett hogy az ablakon ugrott volna ki – ahogy egyik barátja lánya is tette – a bejárati ajtón át próbált menekülni. Az ajtót ugyan elérte, de a kilincs már túl forró volt, hogy megérintse.
Darnell hamvait a pennsylvaniai Union Hill Cemeteryben helyezték örök nyugalomra.

## Fontosabb filmjei
- 1953: Második esély (Second Chance) – Clare Shepperd
- 1950: Nincs kiút (No Way Out) – Edie Johnson
- 1949: Egy levél három asszonynak (A Letter to Three Wives) – Lora Mae Hollingsway
- 1946: Clementina, kedvesem (My Darling Clementine) – Chihuahua
- 1946: Anna és a sziámi király (Anna and the King of Siam) – Tuptim
- 1944: Holnap történt (It Happened Tomorrow) – Sylvia Smith
- 1944: Buffalo Bill – Dawn Starlight
- 1943: Bernadette (The Song of Bernadette) – Szűz Mária
- 1941: Vér és homok (Blood and Sand) – Carmen Espinosa
- 1940: Kard és szerelem (The Mark of Zorro) – Lolita Quintero

## Fordítás
- Ez a szócikk részben vagy egészben  a   Linda Darnell című angol Wikipédia-szócikk fordításán alapul.  Az eredeti cikk szerkesztőit annak laptörténete sorolja fel. Ez a jelzés csupán a megfogalmazás eredetét és a szerzői jogokat jelzi, nem szolgál a cikkben szereplő információk forrásmegjelöléseként.